# White Hills (Arizona)
White Hills es un lugar designado por el censo ubicado en el condado de Mohave en el estado estadounidense de Arizona. En el Censo de 2010 tenía una población de 323 habitantes y una densidad poblacional de 2,4 personas por km².

## Geografía
White Hills se encuentra ubicado en las coordenadas 35°43′27″N 114°24′1″O / 35.72417, -114.40028. Según la Oficina del Censo de los Estados Unidos, White Hills tiene una superficie total de 134.48 km², de la cual 134.48 km² corresponden a tierra firme y (0%) 0 km² es agua.

## Demografía
Según el censo de 2010, había 323 personas residiendo en White Hills. La densidad de población era de 2,4 hab./km². De los 323 habitantes, White Hills estaba compuesto por el 90.09% blancos, el 1.55% eran afroamericanos, el 1.86% eran amerindios, el 0.31% eran asiáticos, el 0.31% eran isleños del Pacífico, el 2.48% eran de otras razas y el 3.41% pertenecían a dos o más razas. Del total de la población el 8.67% eran hispanos o latinos de cualquier raza.